# Жімель (Во)
Жімель (фр. Gimel) — громада  в Швейцарії в кантоні Во, округ Морж.

## Географія
Громада розташована на відстані близько 100 км на південний захід від Берна, 25 км на захід від Лозанни.
Жімель має площу 18,9 км², з яких на 5,7% дозволяється будівництво (житлове та будівництво доріг), 32,1% використовуються в сільськогосподарських цілях, 61,5% зайнято лісами, 0,7% не є продуктивними (річки, льодовики або гори).

## Демографія
2019 року в громаді мешкало 2236 осіб (+26,5% порівняно з 2010 роком), іноземців було 24,4%. Густота населення становила 118 осіб/км².
За віковим діапазоном населення розподілялося таким чином: 23,7% — особи молодші 20 років, 58,7% — особи у віці 20—64 років, 17,6% — особи у віці 65 років та старші. Було 897 помешкань (у середньому 2,4 особи в помешканні).
Із загальної кількості 627 працюючих 63 було зайнятих в первинному секторі, 100 — в обробній промисловості, 464 — в галузі послуг.